# Adenophora stenophylla
Adenophora stenophylla là loài thực vật có hoa trong họ Hoa chuông. Loài này được William Hemsley mô tả khoa học đầu tiên năm 1889.